# Copa
Copa je německá stolní hra vydaná v Česku v roce 2014. Copa je desková hra, která v sobě obsahuje čtyři hry - strategickou, paměťovou, blafovací a dovednostní.

## Pravidla hry
- Strategická hra Kala pro dva hráče od 10 let - (Hráč sází fazole na poli, které se skládá z 16 dřevěných misek, které se pomalu plní. Cílem této strategické hry je sklidit co nejvíce fazolí z misek s vysokým počtem fazolí a zároveň zabránit druhému hráči v jeho sklizni.)
- Paměťová hra Ronda pro dva až pět hráčů od 7 let - (Hráči se snaží být první, kdo se zbaví svých fazolí.)
- Blafovací hra Da Capo pro dva až pět hráčů od 8 let - (Hráči blafují s fazolemi ve své ruce, snaží se zaplnit co největší množství misek s co nejmenším množstvím fazolí a dostat se jako první k cíli.)
- Dovednostní hra Hopper pro dva až pět hráčů od 7 let - (Hráči se snaží pomocí bouchnutí ruky o hranu stolu, katapultovat fazole do misek v boxu.)